# Igor Liba
Igor Liba, född 4 november 1960 i Prešov, är en före detta tjeckoslovakisk ishockeyspelare.
Han blev olympisk silvermedaljör i ishockey vid vinterspelen 1984 i Sarajevo.